# Ca la Marieta (Anglès)
Ca la Marieta és una obra del municipi d'Anglès inclosa en l'Inventari del Patrimoni Arquitectònic de Catalunya. Es tracta d'un edifici entre mitgeres de tres plantes i coberta a dues aigües cap a façana del costat esquerre del carrer d'Avall.

## Descripció
La planta baixa té dues portes emmarcades de pedra, una més gran que l'altra. La més gran té les impostes avançades i retallades a la part inferior en forma de quart de cercle, a manera d'obertura de permòdols. Destaquen les llindes de pedra de les portes, sobretot la que presenta una fornícula amb volta motllurada en forma de petxina.

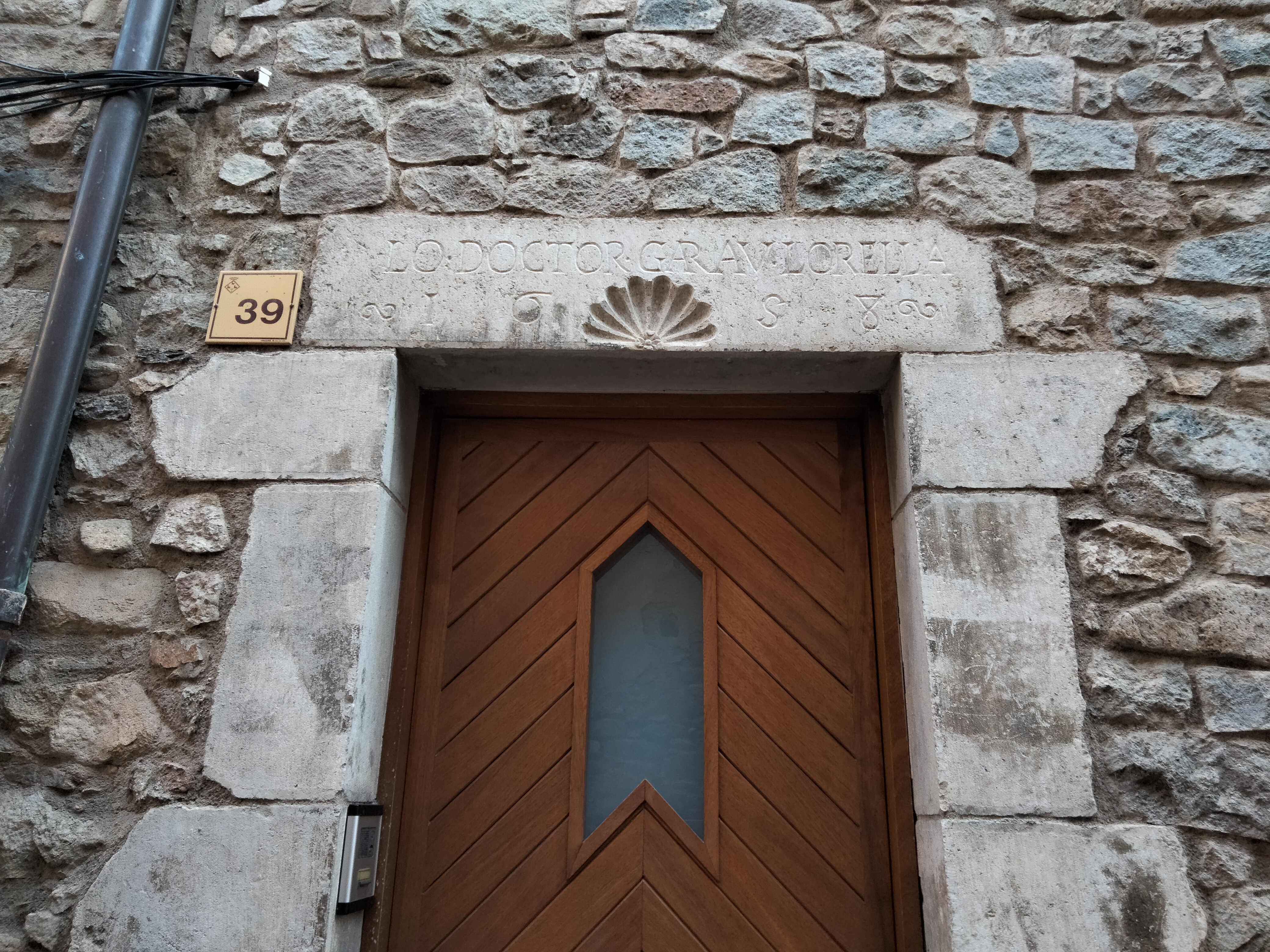
Porta esquerra

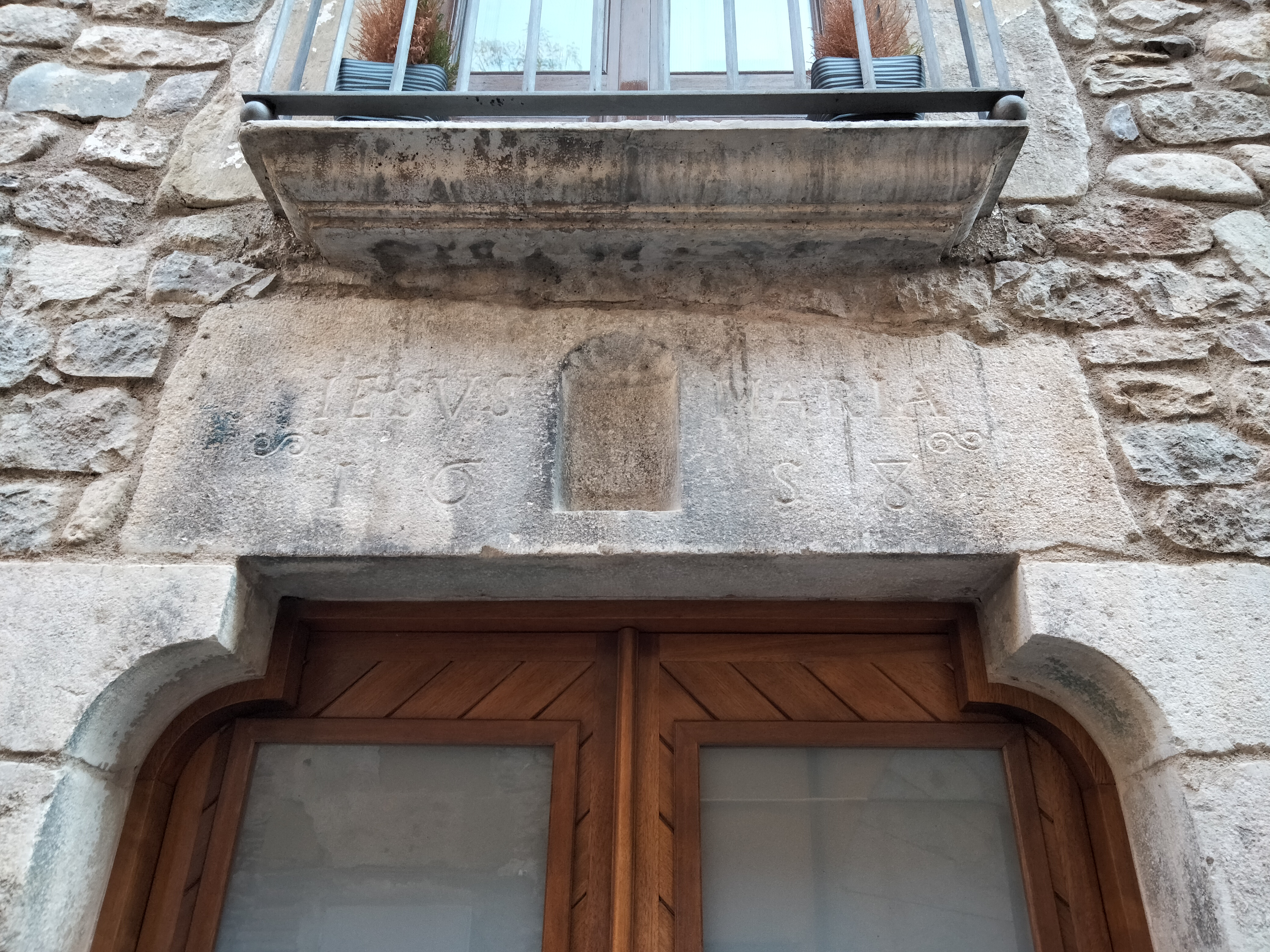
Llinda de la porta dreta

El primer pis té un balcó també emmarcat de pedra. El segon pis està separat per una cornisa de pedra i conté quatre finestres de fusta sota un ràfec que sobresurt un metre de la façana amb un embigat de fusta de nou peces.
Tota la façana és de pedra vista de recent reforma i neteja.

## Història
En diversos indrets de la casa apareix la mateixa datació. La llinda de la porta esquerra de la planta baixa té una inscripció que diu: LO · DOCTOR · GARAU · LORELLA, 16 58. A més, a la fila de la data, hi ha gravats a un cantó i altre dels números decoracions cargolades i, entre els números, una decoració de petxina i flor. La llinda de la porta dreta de la planta baixa té una inscripció de diu: IESUS MARIA 16 58. I en aquest cas també hi ha decoració cargolada i, al centre, una fornícula petita que hauria albergat alguna imatge, possiblement de la Verge Maria. La llinda del balcó del primer pis, de tres peces, conté una inscripció amb la mateixa data de 1658.